# 사쓰나이역
사쓰나이역(일본어: 札内駅)은 일본 홋카이도 나카가와 군 마쿠베쓰정에 있는 홋카이도 여객철도의 역이다. 역 번호는 K32이며, 상대식 승강장 2면 2선의 구조를 지닌 지상역이다.

## 역 주변
- 국도 제38호선
- 마쿠베쓰 정청 사쓰나이 지소
- 오비히로 신용금고 사쓰나이 지점
- 사쓰나이 농업협동조합 (JA 사쓰나이)

## 역사
- 1910년 1월 7일 : 개업.
- 1987년 4월 1일 : 민영화에 의해, 홋카이도 여객철도로 이관.

## 인접 정차역
| 홋카이도 여객철도 네무로 본선 | 홋카이도 여객철도 네무로 본선 | 홋카이도 여객철도 네무로 본선 |
| ----------------------------- | ----------------------------- | ----------------------------- |
| K31 오비히로 신토쿠 방면      | 네무로 본선                   | 마쿠베쓰 K34 구시로 방면      |